# Lule
Lule (in svedese Lule älv o Luleälven) è un fiume della Svezia settentrionale che attraversa la contea di Norrbotten.